# 48e Legerkorps (Wehrmacht)
Het Duitse 48e Legerkorps (Duits: Generalkommando XXXXVIII. Armeekorps) was een Duits legerkorps van de Wehrmacht tijdens de Tweede Wereldoorlog. Het korps werd al in zijn oprichtingsperiode weer opgeheven.

## Geschiedenis
Het 48e Legerkorps werd opgericht op 20 juni 1940, tegelijk met de negen Infanteriedivisies van de 10e Welle. Deze oprichtings-“golf” werd gestart om een eventueel langer durende Frankrijk-veldtocht te kunnen opvangen. Maar omdat deze veldtocht toch snel beëindigd werd, na de Wapenstilstand van 22 juni 1940, werd besloten deze oprichting te staken.

Het 48e Legerkorps werd op 1 juli 1940 weer opgeheven, al vóór het korps daadwerkelijk volledig opgericht was.

NB: een nieuw korps met hetzelfde nummer, het 48e Gemotoriseerde Korps, werd op 14 december 1940 opgericht in Wiesbaden.

## Bovenliggende bevelslagen
| Leger              | Legergroep  | Plaats/regio | Begin        | Eind        |
| ------------------ | ----------- | ------------ | ------------ | ----------- |
| direct onder bevel | Wehrkreis ? | Duitsland    | 20 juni 1940 | 1 juli 1940 |

## Commandanten
| Rang | Naam | Begin | Eind |
| ---- | ---- | ----- | ---- |
|      | n.n. |       |      |